# Groń (Małe Pieniny)
Groń – porośnięty lasem wierzchołek (687 m) w Małych Pieninach. Józef Nyka podaje jego wysokość na 719 m, mapa Geoportalu 681 m. Wznosi się w odległości 250 m na północny zachód od Palenicy. Do Szczawnicy, a dokładniej do Grajcarka opada stromym stokiem zwanym Hulina. W stoku tym na wysokości 590 m znajduje się taras z osiedlem Hulina. Pomiędzy Groniem a Palenicą, na wysokości 660 m znajduje się drugie, kilkudomowe osiedle o nazwie Groń. W północno-wschodnim kierunku poniżej wierzchołka Gronia znajduje się jeszcze jeden, od północnej strony wylesiony wierzchołek o nazwie Niżny Groń (605 m).
Groń znajduje się w Szczawnicy w województwie małopolskim, w powiecie nowotarskim. Na jego zachodnich, opadających do Dunajca stokach znajduje się polana Świerków Łaz. Duża polana znajduje się także na jego stokach południowych i południowo-wschodnich oraz północnych.

## Przypisy

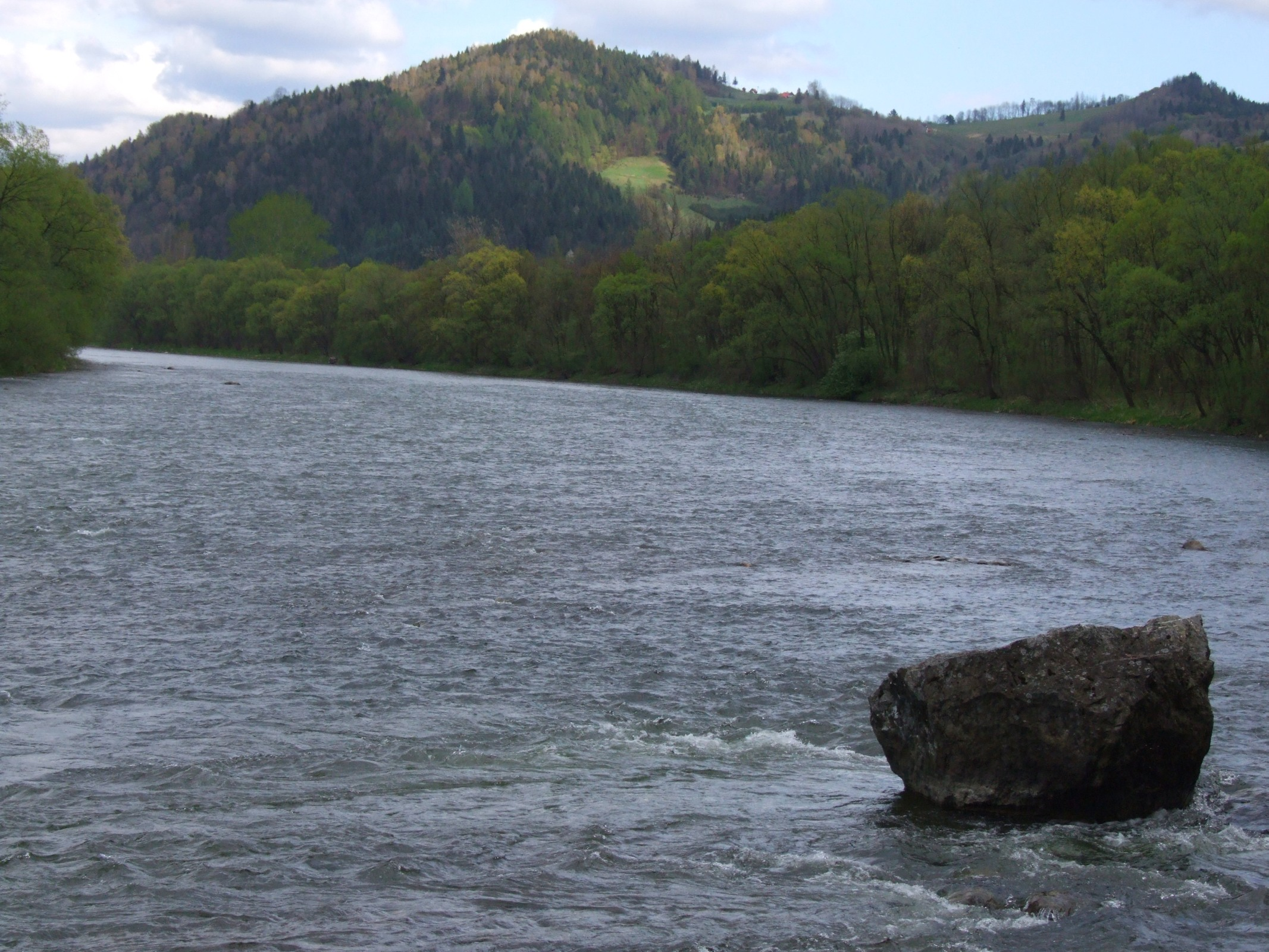
Od lewej widoczne są: Niżny Groń, Groń, Palenica i Szafranówka